# ホーカー ホットスパー
ホーカー ホットスパー
ホーカー ホットスパー
- 用途：戦闘機
- 設計者：シドニー・カム
- 製造者：ホーカー・エアクラフト
- 運用者：イギリス空軍
- 初飛行：1938年6月14日
- 生産数：1機
- 運用状況：試作のみ

ホーカー ホットスパー（Hawker Hotspur）は、ボールトンポール社製半動力式銃塔を装備するようにホーカー ヘンリーを再設計したイギリスの戦闘機である。本機は、ホーカー デモンを代替する動力式銃塔を主武装とする英航空省の要求仕様 F.9/35に応じて設計された。

## 設計と開発
ヘンリーと同様の手法でホットスパーは標準仕様のホーカー ハリケーンの外翼パネルを流用していた。1937年に製作が始められた試作機K8309は、ボールトンポール社製背面銃塔の4連装303 in (7.7 mm) ブローニングM1919重機関銃と機首に1丁の303 in (7.7 mm) ヴィッカース重機関銃を装備していた。試作機の完成は1938年までずれ込み、その時点では競合機のボールトンポール デファイアントは既に飛行していた。ホットスパーの試作機は、銃塔の木製モックアップと武装と同等の重量のバラストを搭載して1938年6月14日に初飛行を行った。

## 試験と評価
ホーカー・エアクラフト社がヘンリーとハリケーンの生産を引き受けた時点でホットスパーの開発計画は破棄された。試作機からモックアップの銃塔は取り払われ、コックピット部に整形覆いが取り付けられた。アブロ社での生産を計画した要求仕様17/36は破棄され、銃塔が取り払われた試作機は1942年までRAE ファーンボローでフラップやダイブブレーキといった種々の試験に使用された。

## 要目

武装を装備しない状態のホットスパー試作機の三面図

(Hotspur) Hawker Aircraft since 1920
- 乗員：2名（操縦士、銃手）
- 全長：10.02 m (32 ft 101⁄2 in)
- 全幅：12.34 m (40 ft 6 in)
- 全高：4.22 m (13 ft 10 in)
- 翼面積：31.8 m2 (342 ft2)[5]
- 空虚重量：2,630 kg (5,800 lb)
- 最大離陸重量：5,484 kg (7,650 lb)
- エンジン：1 × ロールス・ロイス マーリン II hp V型12気筒、1,030 hp (768 kW)
- 最大速度：510 km/h (316 mph, 275 kn)
- 巡航高度：8,500 m (28,000 ft)

- 武装：
  - 機銃：4 × 303 in (7.7 mm) ブローニングM1919重機関銃（ボールトンポール社製半動力式銃塔）
  - 機銃：1 × 303 in (7.7 mm) ヴィッカース重機関銃（機首）